# Tara Westover
Pour les articles homonymes, voir Westover.
Tara Westover est une mémorialiste américaine née en septembre 1986 à Clifton, dans l'Idaho. Elle est connue en particulier pour son ouvrage autobiographique Educated.